# Konstantin Konstantinovič Judin
Konstantin Konstantinovič Judin (8 gennaio 1896 – Mosca, 30 marzo 1957) è stato un regista cinematografico sovietico.

## Filmografia (parziale)

### Regista
- Devuška s charakterom (1939)[1]
- Il cuore dei quattro (1941)[2]
- Antosha Rybkin (Антоша Рыбкин) (1942)
- Bliznecy (1945)
- Zastava v gorach (1953)
- Bezzakonie (1953)
- Švedskaja spička (1954)
- Na podmostkach sceny (1956)
- Il lottatore e il clown (1956)